# Marleen Verheuen
Marleen Verheuen, född 31 december 1954, är en friidrottare från Belgien. Hon deltog vid olympiska sommarspelen 1972.